# European Political Science Association
Die European Political Science Association (EPSA) ist eine europäische Berufsvereinigung von Politikwissenschaftlern mit Sitz im irischen Wicklow, die 2010 gegründet wurde. Amtierender EPSA-Präsident (Stand 2024) ist William Roberts Clark (Texas A&M University). Seit 2011 veranstaltet die EPSA mehrtägige Jahreskonferenzen in wechselnden europäischen Städten. Von der Vereinigung wird seit 2013 die Fachzeitschrift Political Science Research and Methods (PSRM) herausgegeben.

## Präsidenten
- David Soskice (2011–2012)
- Gerald Schneider (2013–2014)
- Fabio Franchino (2015–2017)
- Orit Kedar (2018–2019)
- Vera E. Troeger (2020–2021)
- William Roberts Clark (seit 2022)